# Уразбаев, Шашан Уразбаевич
Шашан Уразбаевич Уразбаев (каз. Шашан Оразбаев; Пустой шаблон {{ВД-Преамбула}} ), советский государственный деятель, министр юстиции Казахской ССР (1939—1943).

## Биография
Родился 25 октября 1908 года в ауле № 18 Баксайского района Гурьевской области, образование высшее.
1930—1931 гг. — председатель районного профсовета ВЦСПС (Гурьевская область).
1931—1932 гг. — председатель правления районной рабочей кооперации.
1934—1935 гг. — инструктор окружного комитета комсомола (Гурьев).
1935—1937 гг. — секретарь Денгизского райкома комсомола.
1937—1939 гг. — заведующий Совторготделом обкома партии.
1939—1943 гг. — народный комиссар юстиции Казахской ССР. Алма-Ата.
1943—1952 гг. — председатель Актюбинского облисполкома.
1952—1955 гг. — слушатель ВПШ при ЦК КПСС. Москва.
1955—1959 гг. — председатель Павлодарского облисполкома.
1960—1962 гг. — первый заместитель председателя Гурьевского облисполкома.
1962—1967 гг. — заместитель председателя Гурьевского облисполкома.

## Награды
- Три ордена Трудового Красного Знамени (1945, 1947, 1957)
- Медаль «За доблестный труд в Великой Отечественной войне 1941—1945 гг.» (1945)